# José Luis Crespo de Vega
José Luis Crespo de Vega (Sahagún, provincia de León, 18 de febrero de 1935– Madrid, 31 de diciembre de 2014) fue un diplomático español , hijo de Manuel (Notario) y Teresa, casado con María Jesús Lasso de la Vega. Fue un diplomático de dilatada carrera como embajador de España en Guatemala, Brasil, Israel y Rusia.
Fue designado el 13 de septiembre de 1999 embajador en Moscú, Ereván (Armenia), Minsk (Bielorrusia), Tiflis (Georgia), Dusambé (Tayikistán) además en Asjabad (Turkmenistán) Taskent (Uzbekistán).